# Ewa Zajączkowska-Hernik

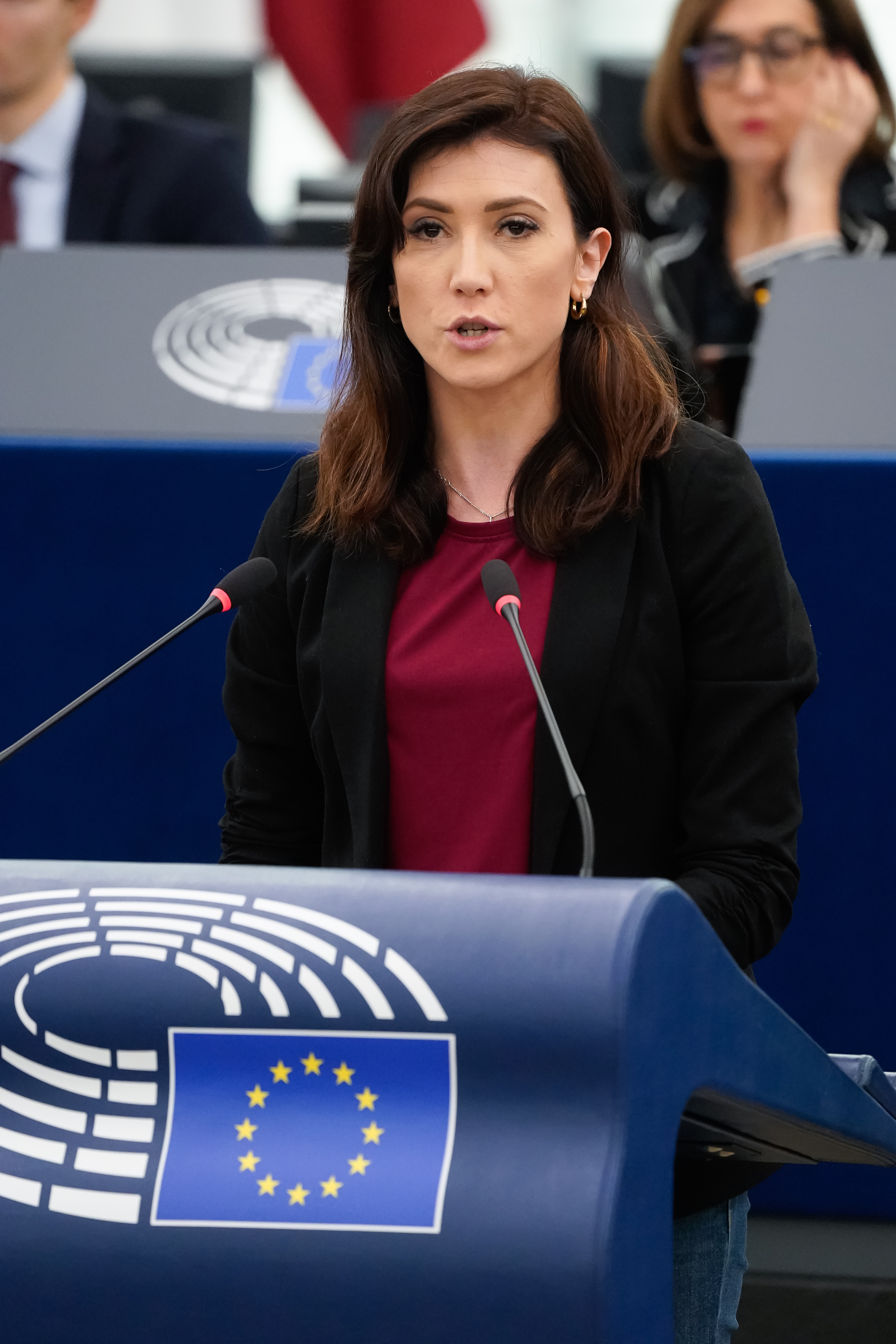
Ewa Zajączkowska-Hernik podczas debaty w Parlamencie Europejskim nt. wzmocnienia praw dzieci w UE (2024)

Ewa Zajączkowska-Hernik (ur. 20 stycznia 1990 w Radomiu) – polska polityk, historyczka i dziennikarka, posłanka do Parlamentu Europejskiego X kadencji (od 2024).

## Życiorys
Ukończyła II Liceum Ogólnokształcące im. Marii Konopnickiej w Radomiu.
W latach 2009–2013 studiowała historię na Uniwersytecie Marii Curie-Skłodowskiej w Lublinie. Z zawodu jest nauczycielką historii.
Od 2014 roku była związana z partią Janusza Korwin-Mikkego Kongresem Nowej Prawicy w Radomiu. W 2015 była prezeską sekcji młodzieżowej KORWiN Radom oraz Stowarzyszenia Ruch Wolnościowo-Patriotyczny. W latach 2016–2023 pracowała w mediach jako dziennikarka portali wSensie.pl oraz światrolnika.info, gdzie zajmowała się tematami politycznymi, gospodarczymi i rolniczymi.
Od grudnia 2023 jest rzeczniczką prasową Konfederacji Wolność i Niepodległość. W 2024 roku uzyskała mandat posłanki w wyborach do Parlamentu Europejskiego X kadencji, otrzymując 102 569 głosów. Dołączyła do frakcji Europa Suwerennych Narodów. W Parlamencie Europejskim zasiadła w Komisji Wolności Obywatelskich, Sprawiedliwości i Spraw Wewnętrznych.

## Życie prywatne
Dorastała w rodzinie zastępczej. Jest żoną Marcina Hernika, grafika Fundacji Wsparcia Rolnika Polska Ziemia. Ma brata i dwoje dzieci. Była związana z branżą futrzarską, której likwidacji w Polsce się sprzeciwia.

## Kontrowersje
3 listopada 2020 Zajączkowska-Hernik udostępniła zdjęcie kobiety z ogoloną głową zaczerpnięte z sesji fotograficznej opublikowanej w Wysokich Obcasach. Fotografia, niemająca związku ze Strajkiem Kobiet, została wykorzystana do jego skrytykowania. Dwa dni później post ze zdjęciem i komentarzem Żadna dbająca o siebie kobieta nie wpadłaby na tak debilny pomysł! Nie ma to, jak skutecznie ośmieszać Strajk Kobiet został usunięty. 6 listopada 2020 Ewa Zajączkowska-Hernik na swoim profilu w mediach społecznościowych zamieściła przeprosiny skierowane do wspomnianej kobiety z powodu naruszenia jej wizerunku i dobrego imienia.

## Wyniki wyborcze
| Wybory | Komitet wyborczy                        | Komitet wyborczy                              | Organ               | Okręg           | Wynik        |
| ------ | --------------------------------------- | --------------------------------------------- | ------------------- | --------------- | ------------ |
| 2014   |                                         | Nowa Prawica – Janusza Korwin-Mikke           | Rada Miasta Radomia | nr 1            | 259 (2,11%)  |
| 2015   |                                         | KORWiN                                        | Sejm VIII kadencji  | nr 36           | 1411 (0,39%) |
| 2023   |                                         | Konfederacja Wolność i Niepodległość          | Sejm X kadencji     | nr 17           | 7880 (2,01%) |
| 2024   | Konfederacja i Bezpartyjni Samorządowcy | Sejmik Województwa Mazowieckiego VII kadencji | nr 1                | 9749 (3,73%)    |              |
| 2024   | Konfederacja Wolność i Niepodległość    | Parlament Europejski X kadencji               | nr 4                | 102 569 (7,86%) |              |